# マミヤ・オーピーのカメラ製品一覧
マミヤ・オーピーのカメラ製品一覧はマミヤ・オーピーとその前身であるマミヤ光機、後身であるマミヤ・デジタル・イメージングの製品一覧である。

## 120フィルム使用カメラ

### マミヤシックスシリーズ
いわゆる距離計連動式スプリングカメラ。レンズ固定、6×6cm判。他のカメラは一般にレンズを前後に動かして焦点調節を行うが、マミヤシックスシリーズではフィルム面を前後に動かすバックフォーカス方式を採用した。圧板が着脱式のため中古を入手する際にはちゃんと圧板が付属しているかがチェックポイントの一つとなる。戦争激化に伴い一時製造中止されたが戦後復活、1959年12月まで製造された。日本がアメリカ占領下にあった時期に生産されたモデルには「Made in occupied Japan」と刻印された個体がある。当時のマミヤ光機はユーザーの要望によく応え、シャッターつきの7.5cmレンズを持ち込めばそれを取り付けて製造したり、特注でカール・ツァイス製のテッサー10.5cmF4.5やテッサー135mmを装着したものもあるが、その改造をすると折り畳み機構が失われる。戦前モデルの発売年には異説がある。機種名表記は当初「MAMIYA-SIX」であったが、マミヤシックスIV型以降「MAMIYA-6」となっている。
- マミヤシックスI型（1940年発売） - 一眼式連動距離計と、ウェストレベル撮影用反射ファインダーを併設する。レンズは3群3枚上代光学製KOLトリオ7.5cmF3.5またはKOLスペシャル7.5cmF3.5、シャッターはNKSラピッドB、1〜1/200秒。フィルムは一枚目を赤窓で出し、後は自動巻き止め。
- マミヤシックスII型（1940年発売） - レンズは3群3枚上代光学製KOLスペシャル7.5cmF3.5。
- マミヤシックスIII戦前型（1941年発売） - マミヤシックスII型から閃光同調を省いた機種。レンズはKOLEXアナスチグマット7.5cmF3.5。
- マミヤシックスIA型（1943年発売）
- マミヤシックスIIA型（1943年発売）
- マミヤシックスIII戦後型（1947年発売） - レンズはこの型からDズイコー7.5cmF3.5。
- マミヤシックスIV型（1947年10月発売） - この機種から軍艦部機種名表記が「MAMIYA-6」となった。反射ファインダーが廃された。連動距離計がユニット化された。
- マミヤシックスV型（1953年11月発売） - 6×6cm判と6×4.5cm判の切替可能となった。6×4.5cm判として使うにはボディー内サイズ変換マスクをセットし、巻取ノブ基部にあるレバーをセミ判に合わせ、ファインダーマスクを視野前面にスライドさせる。
- マミヤシックスK型（1954年8月発売） - マミヤシックスV型の廉価版で自動巻き止めだったフィルム送りが赤窓式になっている。レンズは3群3枚のセコールT7.5cmF3.5。
- マミヤシックスIVB型（1955年5月発売） - マミヤシックスIV型の改良機ではなく全くの新製品として設計されたため外観がスマートである。
- マミヤシックスオートマット（1955年12月発売） - スプリングカメラでオートマット機構を備えた機種は極めて珍しく、本機の搭載が世界初である。レンズはDズイコー75mmF3.5。シャッターはセイコーシャで最高速1/500秒。
- マミヤシックスKII型（1956年8月発売） - 6×6cm判と6×4.5cm判の切替可能である。使わない方の赤窓を塞ぎ、ファインダーマスクをして使用する。距離計窓が角形になった。
- マミヤシックスIVS型（1957年10月発売）
- マミヤシックスP型（1957年12月発売） - 廉価版でPはポピュラーの意。シャッター最高速は1/300。
- マミヤシックスオートマット2型（1958年7月発売） -マミヤシックスオートマットのファインダーに撮影範囲を示す枠が付いた製品で、レンズは自社製のセコール7.5cmF3.5(３群４枚)。

### マミヤフレックス（Cシリーズを除く）シリーズ
レンズ固定式6×6cm判二眼レフカメラ。レンズ交換式のCシリーズへ発展解消した。
- マミヤフレックス試作（試作のみ） - 1943年に北野邦雄が著した「国産ローライの研究」に紹介されている。後のオートマットAの機構のほとんどがすでに装備されている。オートマット機構は元祖のローライフレックスオートマットのようにローラーの間にフィルムを通す必要がない。シャッターはセルフコッキング。ピント合わせは右手操作となっており、これも特徴とされている[1]。
- マミヤフレックスジュニア（1948年発売） - ビューレンズと撮影レンズのヘリコイドが歯車で噛み合され前玉を回転させるのはリコーフレックスが有名だがこの機種はそれより早い。開発が先行していたマミヤフレックスオートマチックのダイキャストを流用している。1枚目のみ赤窓で出して後は巻き止め式。レンズはネオコン75mmF3.5、シャッターはスタミナでB、1-1/300秒[1]。
- マミヤフレックスオートマット（1949年発売）/マミヤフレックスオートマットA（1954年改称） - オートマット式であるがローライフレックスオートマットのようにローラーを通す必要がない。マミヤフレックスオートマットBが発売されてからはマミヤフレックスオートマットAと改称された。ピント合わせは前板繰出式[1]。
- マミヤフレックスI（1951年発売） - ジュニアと同様の歯車噛み合わせ式。セルフコッキング。レンズは前玉回転式セコール75mmF3.5、シャッターはメリットB、1-1/300秒の普及版[1]。
- マミヤフレックスII（1952年発売） - マミヤフレックスIの後継機。セルフタイマーと透視ファインダーを装備した[1]。
- マミヤフレックスオートマットB（1954年発売） - セミオートマット式、前玉回転式の普及版。レンズはセコールS75mmF3.5。シャッターはセイコーシャラピッドでB、1-1/500秒[1]。アタッチメントは上下ともローライバヨネットI型。
- マミヤフレックスオートマットA2（1955年発売） - 二重露出が可能になった[1]。
- マミヤフレックスオートマットB2（1956年発売） - ファインダースクリーンにフレネルレンズ採用。
- マミヤフレックスオートマットA3（1956年発売） - ファインダースクリーンにフレネルレンズ採用。シャッターはセイコーシャMXでセルフタイマー装備。マミヤCシリーズ登場前のマミヤ二眼レフカメラの完成型と言える[1]。

### マミヤCシリーズ
数少ないレンズ交換式6×6cm判二眼レフカメラ。ファインダー用と撮影用の同一設計の同一レンズがどちらもレンズボードに固着されており、これらレンズボード全体をワンタッチで強力な弾性を有する上下の支持用圧盤定着用レバーを用いて圧着し交換できる。多彩な交換レンズと接写に対応するため、ラック・アンド・ピニオン式の蛇腹による焦点調節機構を採用している。またフィルム通路を通常のL字型からボディーの大型化を忍んでI字型にし、このためフィルムの平面性が良くこの機種がよく写るという好評に結びついている。主に高級版のC3シリーズと普及版のC2シリーズに分けることができる。

#### Cシリーズボディー
- マミヤフレックスCプロフェッショナル（1956年発売） - 外観上2本の前足が特徴的。セミオートマット。「C1」とも称される。シャッターの最高速は1/400秒であった。
- マミヤフレックスC2プロフェッショナル（1958年発売） - 大型三脚使用のため前足が廃され裏蓋が補強されカメラ底部が平面になった。フォーカシングノブが両側に装着された。距離目盛りを設け、透視ファインダーにマスクを用意した。レンズはCプロフェッショナルと共通だがこの頃からのレンズはシャッターの最高速が1/500秒に変更されている。
- マミヤC3プロフェッショナル（1962年発売） - クランク巻き上げ、二重露光防止機構追加。前期型にコミナー80mmF3.7が付属したものがある。
- マミヤC33プロフェッショナル（1965年発売） - マミヤC3プロフェッショナルの後継機。セルフコッキング、パララックス自動補正となった。ピントフード前面のスポーツファインダー枠が65mmと80mm用の二重になっている。裏蓋交換により120フィルム、220フィルム及びカットフィルムの一枚撮り可能。
- マミヤC22プロフェッショナル（1966年発売） - マミヤC33プロフェッショナルからセルフコッキング、パララックス表示を省略し、巻き上げをクランクからノブとした普及版。
- マミヤC220プロフェッショナル（1968年発売） - マミヤC22プロフェッショナルの後継機。小型軽量化された。従前の交換レンズ、付属品も1枚撮り装置を除いて全て使用できる。ファインダースクリーンは固定式。本体のみで120フィルムの他220フィルムに対応。
- マミヤC330プロフェッショナル（1969年発売） - マミヤC33プロフェッショナルの後継機。オートマット式となった。圧板を回転させるだけで120フィルム/220フィルムの両方に対応。ファインダー交換可能。
- マミヤC330 プロフェッショナルf（1975年発売） - ワンタッチ式ピントフード、繰り出しロックレバー、外光を防ぐ密閉式ルーペ採用。
- マミヤC220プロフェッショナルf（1982年発売） - ワンタッチ式ピントフード採用。巻き上げノブ大型化され、少し下方に移動した。ピント調整ノブのロック機構が省略された。
- マミヤC330 プロフェッショナルS（1983年発売） - マミヤC330 プロフェッショナルfのダイキャストだったボディーがプラスチック化された。シリーズ最終型。

#### Cシリーズ用レンズ
- セコール55mmF4.5 - 7群9枚。最短撮影距離0.241m。アタッチメントはφ46mmねじ込み。パララックス補正板が付属した[2]。
- セコール65mmF3.5 - 5群6枚。最短撮影距離0.271m。アタッチメントはマミヤ専用φ49mmねじ込み。パララックス補正板、透視ファインダー用マスクが付属した[2]
- セコール80mmF2.8 - 3群5枚。最短撮影距離0.354m。アタッチメントはφ46mmねじ込み[2]。
- コミナー80mmF3.7 - セルフコッキング不可。
- セコール80mmF3.7 - セイコーシャSLVシャッター。セルフタイマー付き。セルフコッキング不可。
- セコール80mmF3.7 - コパルシャッター。3群4枚。最短撮影距離0.334m。セルフコッキング不可。アタッチメントはφ40.5mmねじ込み[2]。
- セコール105mmF3.5
- セコールDS105mmF3.5 - 3群5枚。最短撮影距離0.584m。アタッチメントはφ46mmねじ込み。被写界深度把握のためビューレンズにも絞りあり。セルフタイマー付き。透視ファインダー用マスクが付属した[2]。
- セコール135mmF4.5 - 3群4枚。最短撮影距離0.902m。アタッチメントはφ46mmねじ込み。透視ファインダー用マスクが付属した[2]。
- セコール 180mmF4.5 - 3群4枚。アタッチメントはφ49mmねじ込み。
- セコールスーパー180mmF4.5 - 4群5枚。最短撮影距離1.29m。アタッチメントはマミヤ専用φ49mmねじ込み。透視ファインダー用マスクが付属した[2]。
- セコール250mmF6.3 - セルフコッキング不可。4群6枚。最短撮影距離2.05m。アタッチメントはマミヤ専用φ49mmねじ込み。透視ファインダー用マスクが付属した[2]。

#### パラメンダー
ビューレンズのあった位置に撮影レンズが移動するようカメラを持ち上げることでパララックスを補正するアクセサリー。パラメンダー、パラメンダー2型、パラメンダー雲台が存在する。同種の製品にミノルタ（現コニカミノルタ）のパラジャスターがある。

### マミヤプレスシリーズ
レンズ交換式6×9cm判レンジファインダーカメラ。特徴的なアオリは4本のシャフトが伸びる方式で15度のバックアオリが可能であるがプレスS、プレススタンダードでは廉価版のため、ユニバーサルプレスでは各種フィルムホルダーに対応するため装備されない。アオリ使用時沈胴式のレンズ以外では無限遠での撮影はできず近接撮影のみとなる。シンプルな機構の機械式カメラなだけありカスタマイズ性が高くかつ壊れにくいとされる。営業写真館での撮影、建築写真、フィールドに出して風景写真用等幅広い用途に使われてきた。

#### プレスシリーズボディー
- マミヤプレス（1960年発売） - 90mmファインダー、150mm用マスクを内蔵し広角レンズは外付けファインダーを使用する。ロールフィルムホルダーは6×6cm判用もあり、さらに6×4.5cm版のマスクもある。リンホフプレスに触発されたデザイン・設計と思われる。初期型はグリップが白だったがリンホフのクレームを受けて黒になった。
- マミヤプレスG（1962年発売） - フィルムホルダーにグラフレックス規格を採用し、一般のプレスホルダーは使用できない[3]。当時美篶商会が注文し、販売も担当した。
- マミヤプレスS（1963年発売） - 後部アオリがない廉価版。レンズはカラーセコール100mmF3.5固定[3]。
- マミヤプレススタンダード（1964年発売） - プレスSと同様後部アオリがない。レンズ交換は可能。
- マミヤプレススーパー23（1966年末発売） - ファインダーが100mm、150mm、250mmのブライトフレーム付きになり、6×9cm判だけでなく6×7cmの枠も入り、交換レンズに応じたパララックス自動補正も実現された。6×7cm判ホルダも追加された[4][3]。
  - マミヤプレススーパー23ブラック - スーパー23を黒一色の外観に変更したもの。
- マミヤユニバーサルプレス（1969年発売） - 後部のアオリは装備しないがPアダプター装着によりポラロイドランドパックフィルムホルダー2型、Gアダプター装着によりグラフレックス規格のフィルムホルダーに対応した。一般のプレスホルダーを使用する際はMアダプターを使用する[4]。
  - マミヤユニバーサルプレスブラック - ユニバーサルプレスを黒一色の外観に変更したもの。

#### プレスシリーズ用レンズ
専用のスピゴットマウントにより交換する。
- セコール50mmF6.3 - 5群8枚。最短撮影距離1m。アタッチメントはφ72mmねじ込み。専用外付けファインダーが付属した[4]。
- セコール65mmF6.3 - トポゴン型4群4枚。最短撮影距離1m。アタッチメントはφ43mmねじ込み。専用外付けファインダーが付属した[4]。
- セコール75mmF5.6 - 4群7枚。最短撮影距離1m。アタッチメントはφ72mmねじ込み[4]。
- セコールP75mmF5.6 - ユニバーサルプレスにおけるポラロイド撮影に対応、その場合専用外付けファインダーを使用する。4群7枚。最短撮影距離1m。アタッチメントはφ72mmねじ込み。
- セコール90mmF3.5 - 無限遠でもバックアオリに対応するための沈胴式。4群7枚。アタッチメントはφ40.5mmねじ込み。
- セコール100mmF2.8 - 4群6枚。最短撮影距離1m。アタッチメントはφ72mmねじ込み[4]。
- セコール100mmF3.5 - 無限遠でもバックアオリに対応するための沈胴式。テッサー型3群4枚。最短撮影距離1m。アタッチメントがφ55mmねじ込みに変更されている[4]。
- セコール100mmF3.5 - 無限遠でもバックアオリに対応するための沈胴式。テッサー型3群4枚。最短撮影距離1m。初期型はφ40.5mmねじ込み。
- セコール127mmF4.7 - ユニバーサルプレスにおけるポラロイド撮影に対応、その場合専用外付けファインダーを使用する。テッサー型3群4枚。最短撮影距離1.5m。アタッチメントはφ55mmねじ込み[4]。
- セコール150mmF5.6 - ユニバーサルプレスにおけるポラロイド撮影に対応、その場合専用外付けファインダーを使用する。テッサー型3群4枚。最短撮影距離2m。アタッチメントはφ55mmねじ込み[4]。
- セコール250mmF5 - 4群6枚。最短撮影距離2.5m。アタッチメントはφ105mmねじ込み[4]。
- セコール250mmF8 - 距離計非連動なのでピントグラスでのピント合わせが必要。4群6枚。最短撮影距離3.3m。アタッチメントはφ55mmねじ込み[4]。

### ポラロイド600シリーズ
ポラロイドのOEM。外観はマミヤプレスシリーズと酷似しているがシステム互換性がないため注意が必要である。
- ポラロイド600 - レンズは127mm固定。
- ポラロイド600SE - レンズ交換式で標準のマミヤ127mmF4.7の他に75mmと150mmが用意された。マミヤプレス用Mアダプターとは別物の600SE用Mアダプターを使用すればマミヤプレス用フィルムホルダーが使用できる。フォーカシングフードPやスペーサーキットも600SE専用であり、外箱にその旨のシールが貼ってある。

### マミヤRB67シリーズ
6×7cm判一眼レフカメラ。レボルビング機構が採用され画面の縦横の切り替えが簡単にできる（RBはレボルビングバックの意）。二眼レフのマミヤCシリーズ譲りのラック・ピニオン式焦点調節を採用しているため中間リングなしでかなりの接写ができる。フィルムホルダーはグラフロック規格を採用したがレボルビングアダプターを外してPアダプターを装着することでポラロイドランドパックフィルムホルダーを、Pアダプターの上にMアダプターを介することでマミヤプレス用ホルダーも使用できる。Mアダプターには通常の横位置用の他に縦位置用のMアダプターVがある。

#### RB67シリーズボディー
- マミヤRB67プロフェッショナル（1970年発売） - フィルムホルダー交換にて6×4.5cm判や6×6cm判での撮影も可能。当初はセコール、後には鏡胴デザインを新しくしたセコールNBが用意された。
- マミヤRB67プロフェッショナルS（1974年発売） - RB67プロフェッショナルの後継機。レボルビングアダプター・フィルムホルダーに多重露光防止機構を搭載。ウエストレベルファインダーはこの機種よりワンタッチで開閉できるように改良された。バランスの取れた名機として評判が高く、長期間にわたって製造・販売された。最終期に純正で6×8cm判対応改造が行われ、6×8cm判対応レボルビングバックと6×8cm判電動フィルムホルダー、更に本体のフィルムマスクを加工することで6×8cm判の撮影が可能となり、人物撮影中心のスタジオ撮影によく使われた。同時代のレンズはセコールC。
  - マミヤRB67プロフェッショナルGL（1981年10月発売、300台限定） - マミヤRB67プロフェッショナルSの外装を金仕上げとリザード革張りとしたもの。マミヤセコール127mmF3.8GL、プロS120ロールフィルムホルダーGL、ワンタッチピントフードGLがセットになっていた。CdSプリズムファインダーGLは別売りされた。
- マミヤRB67プロフェッショナルSD（1990年9月発売） - マウント径を54mmから61mmに拡大、ロールフィルムホルダーのデザイン変更、バルパス材による内面反射の低減等改良した機種。同時代のレンズはマミヤKL/Lシリーズ。

#### RB67シリーズ用レンズ
全てセイコー1番レンズシャッターを内蔵している。シャッター速度はT、1〜1/400秒。

##### セコールシリーズ
- セコール50mmF4.5 - 8群11枚。アタッチメントはφ77mmねじ込み。
- セコール65mmF4.5 - 8群8枚。最短撮影距離レンズ前枠より0.08m。アタッチメントはφ77mmねじ込み[5]。
- セコール90mmF3.8 - 6群7枚。最短撮影距離レンズ前枠より0.198m。アタッチメントはφ77mmねじ込み[5]。
- セコール127mmF3.8 - 3群5枚。最短撮影距離レンズ前枠より0.434m。アタッチメントはφ77mmねじ込み[5]。
- セコール180mmF4.5 - 3群5枚。アタッチメントはφ77mmねじ込み。
- セコール250mmF4.5 - 4群5枚。最短撮影距離レンズ前枠より1.6m。アタッチメントはφ77mmねじ込み[5]。
- セコール360mmF6.3 - 5群8枚。アタッチメントはφ77mmねじ込み。

##### セコールNBシリーズ
鏡胴が新設計になった。NBはニューバレルの略。
- セコールNB65mmF4.5 - アタッチメントはφ77mmねじ込み。
- セコールNB90mmF3.8 - アタッチメントはφ77mmねじ込み。
- セコールNB127mmF3.8 - 3群5枚。アタッチメントはφ77mmねじ込み。

##### セコールCシリーズ
マルチコート化された。これ以前のレンズはTでシャッターを開いた場合、シャッターダイヤルをT以外に設定変更することでシャッターを閉める。
- セコールフィッシュアイC37mmF4.5 - 対角線魚眼レンズ。6群9枚。最短撮影距離0.257m、レンズ前枠より0.0064m。フィルターφ40.5mmねじ込み、4枚付属。
- セコールC50mmF4.5 - 8群11枚。最短撮影距離0.279m、レンズ前枠より0.049m。アタッチメントはφ77mmねじ込み。近距離補正機構あり。
- セコールC65mmF4.5 - 7群8枚。最短撮影距離レンズ前枠より0.085m。アタッチメントはφ77mmねじ込み。
- セコールC90mmF3.8 - 5群7枚。最短撮影距離レンズ前枠より0.2m。アタッチメントはφ77mmねじ込み。
- セコールC127mmF3.8 - 3群5枚。最短撮影距離レンズ前枠より0.433m。アタッチメントはφ77mmねじ込み。
- セコールC127mmF3.8GL - セコールC127mmF3.8のゴールド仕上げ。マミヤRB67プロフェッショナルGLとのセット販売のみ。
- セコールマクロC140mmF4.5 - 4群7枚。最短撮影距離レンズ前枠より0.514m。アタッチメントはφ77mmねじ込み。
- セコールSFC150mmF4 - 軟焦点レンズ。絞りを兼ねるグリッドが3枚付属し、これが揃っていないと能力を生かせないので中古を求める際には注意が必要である。グリッドの他に一般の自動絞りも備える。3群5枚。最短撮影距離0.856m、レンズ前枠より0.615m。アタッチメントはφ77mmねじ込み。
- セコールC180mmF4.5 - 3群5枚。最短撮影距離レンズ前枠より0.847m。アタッチメントはφ77mmねじ込み。
- セコールC250mmF4.5 - 4群5枚。最短撮影距離レンズ前枠より1.57m。アタッチメントはφ77mmねじ込み。
- セコールC360mmF6.3 - 5群8枚。最短撮影距離レンズ前枠より3.46m。アタッチメントはφ77mmねじ込み。
- セコールC500mmF8 - 6群6枚。最短撮影距離6.599m、レンズ前枠より6.15m。アタッチメントはφ77mmねじ込み。
- セコールズームC100〜200mmＦ5.2W - 12群14枚。最短撮影距離ワイド側で0.548m、テレ側で1.217m、レンズ前枠よりワイド側で0.225m、テレ側で0.894m。アタッチメントはφ77mmねじ込み。

##### マミヤKL/Lシリーズ
セコール銘が廃止された。マウント径がφ54mmからφ61mmに拡大されたが、KLシリーズは附属している7mm厚の変換マウントリングを外すことにより旧ボディーにも使用できる。タイム撮影時、バルブソケットに装着したケーブルレリーズによりシャッターを閉めることができるようになった。ミラーアップソケットはケーブルレリーズをねじ込むとせり出し、外すと元に戻る方式になり、解除し忘れによる撮影ミスがなくなった。
- マミヤKL65mmF4L - 超低分散レンズを含む8群9枚。最短撮影距離0.348m。アタッチメントはφ77ねじ込み。近距離補正。
- マミヤKL75mmF3.5L - 超低分散レンズを含む7群9枚。最短撮影距離0.379m。アタッチメントはφ77ねじ込み。近距離補正。
- マミヤシフトL75mmF4.5S/L - 9群11枚。最短撮影距離0.416m、レンズ前枠より0.114m。アタッチメントはφ105mmねじ込み。マミヤRB67プロフェッショナルSD専用。
- マミヤKL90mmF3.5L - 超低分散レンズを含む7群8枚。最短撮影距離0.448m、レンズ前枠より0.196m。アタッチメントはφ77mmねじ込み。近距離補正。
- マミヤKL127mmF3.5L - 4群6枚。最短撮影距離0.639m、レンズ前枠より0.408m。アタッチメントはφ77mmねじ込み。
- マミヤマクロKL140mmF4.5M/L-A - 4群6枚。最短撮影距離0.759m、レンズ前枠より0.512m。アタッチメントはφ77mmねじ込み。
- マミヤKL150mmF3.5L - 4群6枚。最短撮影距離0.817m、レンズ前枠より0.584m。アタッチメントはφ77mmねじ込み。
- マミヤKL180mmF4.5L-A - 3群4枚。最短撮影距離1.099m、レンズ前枠より0.83m。アタッチメントはφ77mmねじ込み。
- マミヤKL210mmF4.5アポ/L - 5群7枚。最短撮影距離1.432m。アタッチメントはφ77mmねじ込み。
- マミヤKL250mmF4.5L-A - 4群5枚。最短撮影距離1.854m、レンズ前枠より1.578m。アタッチメントはφ77mmねじ込み。
- マミヤKL250mmF4.5アポ/L - 5群7枚。最短撮影距離1.86m。アタッチメントはφ77mmねじ込み。
- マミヤKL350mmF5.6アポ/L - 6群7枚。最短撮影距離3.423m。アタッチメントはφ77mmねじ込み。
- マミヤL500mmF6アポ/L - 7群7枚。最短撮影距離6.493m。アタッチメントはφ105mmねじ込み。マミヤRB67プロフェッショナルSD専用。

### マミヤRZ67シリーズ

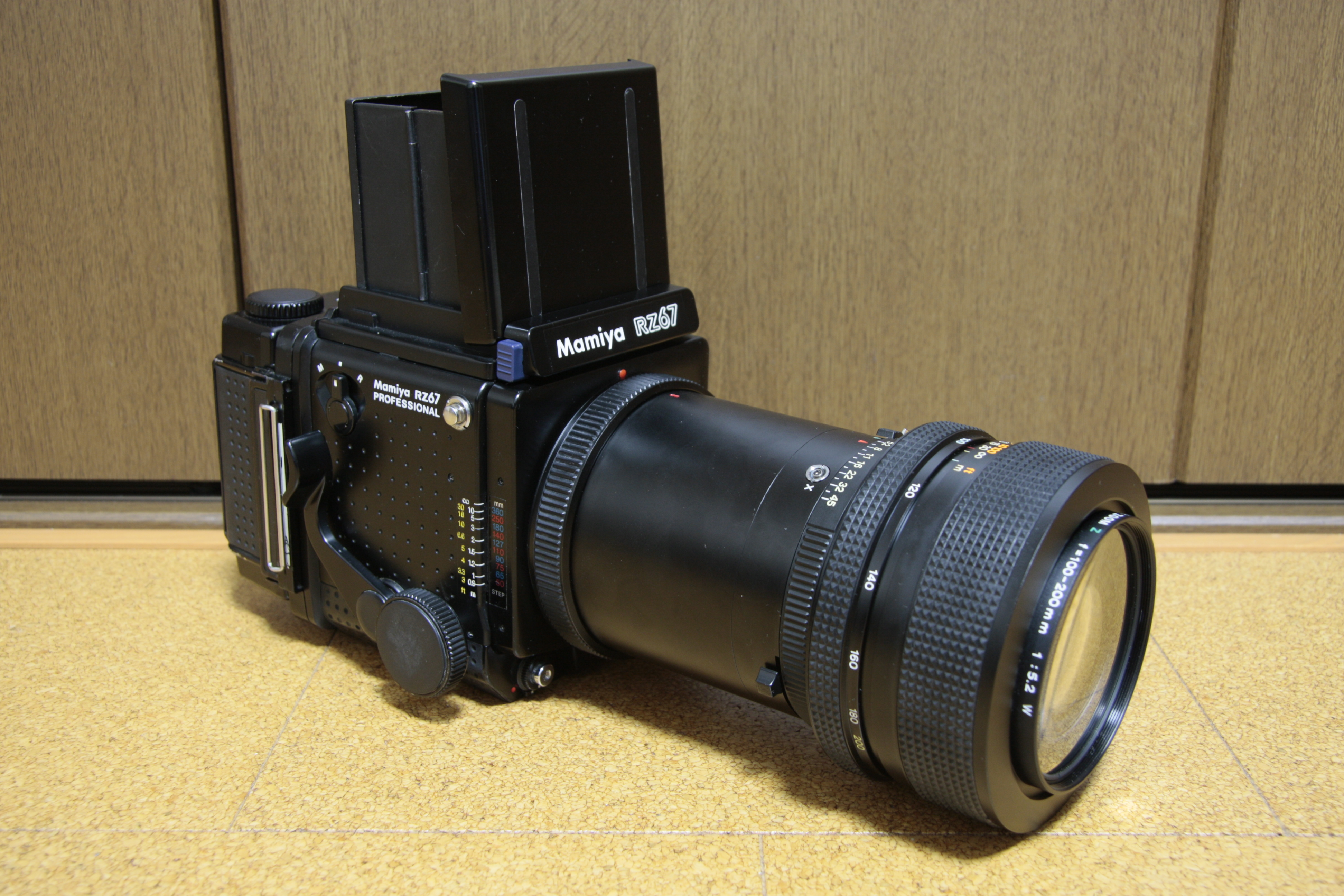
マミヤRZ67プロフェッショナル
セコールズームZ100-200mmF5.2Wとウエイトレベルファインダー、120フィルム用のフィルムホルダーを装着している

マミヤRB67シリーズ（英: RZ67）を電子化した機種で基本的な仕様はマミヤRB67シリーズと同様だが、電子回路により絞りとシャッター速度・測光データが自動連繋し別売のAEプリズムファインダー使用時には測光もスポット測光と平均測光と選択でき完全連動する。フィルムホルダーの互換性はない。レンズマウントは機械的互換性があるがRZレンズはRBボディーに使用できず、RBレンズをRZボディーに使用する際は通常の無限遠位置より7mm繰り出した位置が無限遠となる。

#### RZ67シリーズボディー
- マミヤRZ67プロフェッショナル（1982年発売）
- マミヤRZ67プロフェッショナルII（1993年2月発売） - 1/250秒から4秒の間で中間シャッター速度の設定可能となった。微動繰り出し機構の設置、縦位置撮影用フィルムカウンターを新設。さらにレンズシャッターの異常時・電池容量低下時の警告音追加、フィルムホルダーの機構への連動回転シャフト部分の連繋部を4点確保に改良しその他フィルム給送時の一層の安定化を図った。マミヤRB67用交換レンズも使用可能[注 4]。
- マミヤRZ67プロフェッショナルIID （2004年7月発売）- デジタルバック通信規格[MSCE（Mamiya Serial Communication for External）]を採用し2006年発売のマミヤZD Backを使用可能。

#### RZ67シリーズ用レンズ

##### セコールZシリーズ
- セコールZ50mmF4.5 - 9群11枚。最短撮影距離0.28m。アタッチメントはφ77mmねじ込み。
- セコールZ50mmF4.5ULD/L-A - 超低分散レンズを含む9群11枚。最短撮影距離0.3m。アタッチメントはφ77ねじ込み。セコールZ50mmF4.5の後継で近距離補正機構を持ち、周辺光量の低下や歪曲収差が少なくなる等、画質が向上した。
- セコールZ65mmF4 - 7群7枚。最短撮影距離0.32m。アタッチメントはφ77mmねじ込み。
- セコールZ65mmF4L-A - 7群9枚。最短撮影距離0.379m。アタッチメントはφ77ねじ込み。セコールZ65mmF4の後継で近距離補正機構を持ち画質が向上している。
- セコールZ90mmF3.5W - 7群8枚。最短撮影距離0.448m。アタッチメントはφ77mmねじ込み。
- セコールZ110mmF2.8 - 5群6枚。最短撮影距離0.53m。アタッチメントはφ77mmねじ込み。
- セコールZ127mmF3.8 - 3群5枚。最短撮影距離0.66m。アタッチメントはφ77mmねじ込み。
- セコールマクロZ140mmF4.5 - 4群7枚。最短撮影距離0.75m。アタッチメントはφ77mmねじ込み。
- セコールZ180mmF4.5 - 3群5枚。最短撮影距離1.11m。アタッチメントはφ77mmねじ込み。
- アポセコールZ210mmF4.5 - 5群7枚。最短撮影距離1.432m。アタッチメントはφ77mmねじ込み。
- アポセコールZ250mmF4.5 - 5群7枚。最短撮影距離1.86m。アタッチメントはφ77mmねじ込み。
- アポセコールZ350mmF5.6 - 6群7枚。最短撮影距離3.423m。アタッチメントはφ77mmねじ込み。
- セコールZ360mmF6 - 5群6枚。最短撮影距離3.69m。アタッチメントはφ77mmねじ込み。
- アポセコールZ500mmF6 - 7群7枚。最短撮影距離6.493m。アタッチメントはφ105mmねじ込み。
- セコールZ500mmF8 - 6群6枚。最短撮影距離6.598m。アタッチメントはφ105mmねじ込み。

##### セコールZ〜Wシリーズ
絞り間隔が広くなっている。
- セコールフィッシュアイZ37mmF4.5W - 6群9枚。最短撮影距離0.257m。アタッチメントはφ40.5mmねじ込み、4種付属。
- セコールシフトZ75mmF4.5W - 9群11枚。最短撮影距離0.42m。アタッチメントはφ105mmねじ込み。最大シフト量20mm。
- セコールZ180mmF4.5W-N - 3群4枚。最短撮影距離1.099m。アタッチメントはφ77mmねじ込み。
- セコールZ250mmF4.5W - 4群5枚。最短撮影距離1.85m。アタッチメントはφ77mmねじ込み。
- セコールズームZ100-200mmF5.2W - 12群14枚。最短撮影距離0.548m。アタッチメントはφ77mmねじ込み。

##### マミヤMシリーズ
セコール銘が廃止された。
- マミヤM65mmF4L-A - 8群9枚。最短撮影距離0.348m。アタッチメントはφ77mmねじ込み。
- マミヤマクロM140mmF4.5M/L-A - 4群6枚。最短撮影距離0.759m。アタッチメントはφ77mmねじ込み。

### マミヤ645シリーズ

#### 645シリーズボディー
- マミヤM645（1975年6月発売） - 世界初の6×4.5cm判一眼レフカメラ。80mmレンズとウエストレベルファインダーの組み合わせで1,335gと、当時の24×36mm（ライカ）判一眼レフカメラと大差ない重量を実現した。電源はPX28もしくは4G13、またはそれらと互換性のある4SR44もしくは4LR44、あるいはCR-1/3×2[注 5]で、消耗するとシャッターが開きっぱなしになる[注 6]。
- マミヤM645 1000S（1976年11月発売） - シャッターの最高速度が1/1000秒に高速化された。絞り込み、ミラーアップ、セルフタイマー追加。

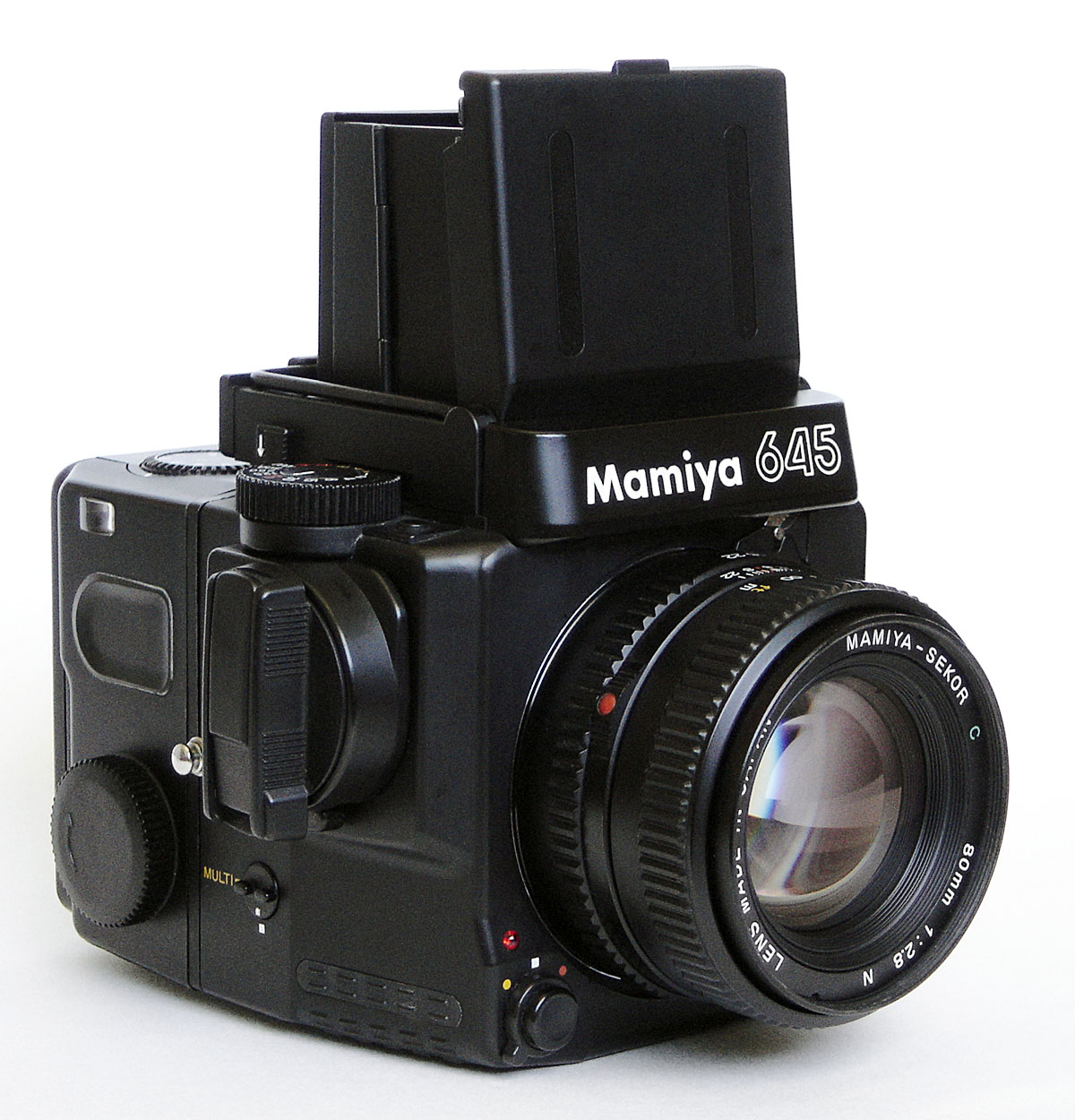
マミヤ645スーパー

- マミヤM645スーパー（1985年12月発売） - マミヤ光機が会社更生法を適用された時は開発中で、その後も開発が続けられ、会社更生法適用後最初の製品となった。管財人からの「これからのカメラは美しくて、静かで、ワンタッチでなければならない」「材料は最高の物を使え」という意向を幾らか反映させたという[6]。フィルムバック交換方式を採用し120フィルム、220フィルム、135フィルム、ポラロイドランドパックフィルムが使用可能となった。1/60秒の機械式シャッターを搭載。セルフタイマーなし。
- マミヤ645PRO（1992年発売） - 機械式シャッターを廃止し、電気的セルフタイマーを搭載。
- マミヤ645PRO TL（1997年7月発売） - ドイツの家電メーカーメッツ（Metz ）のメカブリッツストロボ+SCA395アダプター使用時、TTL調光が可能になった。
- マミヤ645E（1998年発売） - ファインダーを固定式にするなど、機能を絞って価格を抑えた入門機。マニュアル露出に加え、絞り優先AEを搭載。
- マミヤ645AF（1999年発売） - マミヤ初の6×4.5cm判オートフォーカスカメラ。ボディ・レンズ・フィルムホルダーにそれぞれCPUを搭載。
- マミヤ645AF D（2001年発売） - デジタルバック通信システム搭載。自動制御/CPUのアルゴリズムを変更[注 7]。
- マミヤ645AF DII（2005年発売） - カスタムファンクションを搭載。ミラーアップ撮影を機械的操作から電気的操作へ変更。
- マミヤ645AF DIII（2008年発売） -マミヤZDディジタルバック接続時にマミヤZDと同等の機能を実現。新たに３点測距点を設定。自動切換、中央、右、左を選択可能。前製品のマミヤ645AF DIIと同じアルゴリズムを搭載。２コマ/秒連続撮影可能（ホルダーHM402仕様）。
- マミヤ645DF（2009年発売） -デジタルバック専用カメラ。
- マミヤ645DF+（2012年発売） -デジタルバック専用カメラ。前製品のマミヤ645DFのAFアルゴリズムを更新。

#### 645シリーズ用レンズ

##### セコールCシリーズ
- セコールフィッシュアイULDC24mmF4 - 対角線魚眼レンズ。8群10枚。最短撮影距離0.3m。フィルター4種内蔵。
- セコールC35mmF3.5 - 7群9枚。最短撮影距離0.45m。アタッチメントはφ77mmねじ込み。
- セコールCS45mmF2.8 - 7群9枚。最短撮影距離0.45m。アタッチメントはφ67mmねじ込み。
- セコールC45mmF2.8 - 7群9枚。アタッチメントはφ77mmねじ込み。
- セコールシフトC50mmF4 - シフトレンズ、イメージサークルφ97mm。8群10枚。最短撮影距離0.45m。アタッチメントはφ77mmねじ込み。
- セコールCS55mmF2.8 - 6群8枚。最短撮影距離0.45m。アタッチメントはφ58mmねじ込み。
- セコールシフトC50mmF4 - シフト可能、イメージサークルφ97mm。8群10枚。最短撮影距離0.45m。アタッチメントはφ77mmねじ込み。
- セコールC55mmF2.8 - 6群9枚。アタッチメントはφ58mmねじ込み。
- セコールCE70mmF2.8 - 4群6枚。最短撮影距離0.8m。アタッチメントはφ58mmねじ込み。
- セコールC70mmF2.8 - 4群6枚。最短撮影距離0.8m。アタッチメントはφ58mmねじ込み。1/30-1/500秒のレンズシャッター内蔵。
- セコールC80mmF1.9 - 6群7枚。最短撮影距離0.7m。アタッチメントはφ67mmねじ込み。
- セコールC80mmF2.8（1975年6月発売） - 5群6枚。最短撮影距離0.7m。アタッチメントはφ58mmねじ込み。
- セコールマクロC80mmF4 - 4群6枚。最短撮影距離0.36m。アタッチメントはφ67mmねじ込み。
- セコールC110mmF2.8（1976年発売） - 5群5枚。最短撮影距離1.2m。アタッチメントはφ58mmねじ込み。
- セコールSFC145mmF4 - 軟焦点レンズ。5群7枚。最短撮影距離1.5m。アタッチメントはφ77mmねじ込み。
- セコールC150mmF3.5 - 5群5枚。最短撮影距離1.5m。アタッチメントはφ58mmねじ込み。
- セコールC210mmF4 - 4群5枚。最短撮影距離2.5m。アタッチメントはφ58mmねじ込み。
- セコールULDC300mmF5.6 - 5群6枚。最短撮影距離4m。アタッチメントはφ58mmねじ込み。
- セコールC300mmF5.6 - 5群6枚。最短撮影距離4m。アタッチメントはφ58mmねじ込み。
- セコールC500mmF5.6 - 5群6枚。最短撮影距離9m。アタッチメントはφ105mmねじ込み。
- セコールレフレックスC500mmF8 - 反射望遠レンズ。5群7枚。最短撮影距離4m。フィルターは専用5種。
- セコールCズーム75-150mmF4.5 - 10群11枚。最短撮影距離1.8m。アタッチメントはφ77mmねじ込み。
- セコールULDC105-210mmF4.5 - 11群13枚。最短撮影距離1.8m。アタッチメントはφ58mmねじ込み。

##### セコールC-Nシリーズ
- セコールC35mmF3.5N - 7群9枚。最短撮影距離0.45m。アタッチメントはφ77mmねじ込み。
- セコールC45mmF2.8N - 7群9枚。最短撮影距離0.45m。アタッチメントはφ67mmねじ込み。
- セコールC55mmF2.8N - 6群8枚。最短撮影距離0.45m。アタッチメントはφ58mmねじ込み。
- セコールC80mmF1.9N - 6群7枚。最短撮影距離0.7m。アタッチメントはφ67mmねじ込み。
- セコールC80mmF2.8N - 5群6枚。最短撮影距離0.7m。アタッチメントはφ58mmねじ込み。
- セコールマクロC80mmF4N - 4群6枚。最短撮影距離0.36m。アタッチメントはφ67mmねじ込み。
- セコールC150mmF3.5N - 5群5枚。最短撮影距離1.5m。アタッチメントはφ58mmねじ込み。
- セコールC210mmF4N - 4群5枚。最短撮影距離2.5m。アタッチメントはφ58mmねじ込み。
- セコールCズーム55-110mmF4.5N - 10群11枚。最短撮影距離1.5m。アタッチメントはφ67mmねじ込み。

##### マミヤAシリーズ
- マミヤA55mmF2.8N/L - レンズシャッター内蔵。 6群8枚。最短撮影距離0.45m。アタッチメントはφ67mmねじ込み。
- マミヤA80mmF2.8N/L - レンズシャッター内蔵。 5群6枚。最短撮影距離0.8m。アタッチメントはφ67mmねじ込み。
- マミヤマクロA120mmF4（1997年7月発売） - 異常分散ガラス3枚と超低分散ガラス1枚を含む8群9枚。最短撮影距離0.4m。中間リングなしで等倍。アタッチメントはφ67mmねじ込み。
- マミヤA150mmF2.8 - 4群6枚。最短撮影距離1.5m。アタッチメントはφ67mmねじ込み。
- マミヤA150mmF3.8N/L - レンズシャッター内蔵。5群5枚。最短撮影距離1.5m。アタッチメントはφ67mmねじ込み。
- マミヤA200mmF2.8アポ - 5群7枚。最短撮影距離2.5m。アタッチメントはφ77mmねじ込み。
- マミヤA300mmF2.8アポ - 8群9枚。最短撮影距離3.5m。フィルター6種付属。
- マミヤA500mmF4.5アポ - 9群11枚。最短撮影距離5m。フィルター6種付属。

##### マミヤAFシリーズ
オートフォーカスボディーと組み合わせればオートフォーカスが可能。（645AF Dから信号伝達アルゴリズムが変更されているため,初期のものと現行品とではボデーとの伝号変換伝達アルゴリズム系に相違があり、初期のボディー群では現行品の新レンズ群との信号伝達において誤作動が生ずる。セコール銘のレンズはマミヤZD用の2130万画素のデジタル対応の新設計レンズである。
- セコールAF28mmF4.5 D Aspherical - 10群14枚。最短撮影距離0.35m。マウント部にシートフィルター。
- マミヤAF35mmF3.5 D - 7群9枚。最短撮影距離 0.35m。アタッチメントはφ77mmねじ込み。
- マミヤAF45mmF2.8 D - 7群9枚。最短撮影距離0.45m。アタッチメントはφ67mmねじ込み。
- マミヤAF55mmF2.8 - 6群7枚。最短撮影距離0.45m。アタッチメントはφ58mmねじ込み。
- マミヤAF80mmF2.8 - 5群6枚。最短撮影距離0.7m。アタッチメントはφ58mmねじ込み。
- セコールAF80mmF2.8D - 5群6枚。最短撮影距離0.7m。アタッチメントはφ58mmねじ込み。新型アルゴリズムを有するZD/645AFDII/IIIとの相互間アルゴリズム最適化を実現し16bitのCPUを実装。新たにレンズ側でのオートフォーカス/マニュアルフォーカス切り替えリングを装備。
- セコールマクロMF120mmF4 D - 8群9枚。最短撮影距離0.4m。アタッチメントはφ67mmねじ込み。
- マミヤAF150mmF3.5 - 5群5枚。最短撮影距離1.5m。アタッチメントはφ58mmねじ込み。
- セコールAF150mmF2.8 IF D - 7群8枚。最短撮影距離1.0m。アタッチメントはφ72mmねじ込み。
- マミヤAF210mmF4IF - 5群7枚。最短撮影距離2m。アタッチメントはφ58mmねじ込み。
- マミヤAF210mmF4IF ULD - 8群8枚。最短撮影距離3m。アタッチメントはφ77mmねじ込み。
- マミヤAFAPO 300mmF4.5 IF - 8群8枚。最短撮影距離3m。アタッチメントはφ77mmねじ込み。
- マミヤズームAF55-110mmF4.5 - 10群11枚。最短撮影距離1.5m。アタッチメントはφ67mmねじ込み。
- マミヤズームAF105-210mmF4.5 - 11群13枚。最短撮影距離1.5m。アタッチメントはφ58mmねじ込み。
- セコールズームAF45-90mmF4.5 D Aspherical- 11群13枚。最短撮影距離0.5m。アタッチメントはφ77mmねじ込み。
- セコールズームAF75-150mmF4.5 D Aspherical- 10群11枚。最短撮影距離1.0m。アタッチメントはφ77mmねじ込み。

### Newマミヤ6シリーズ
6×6cm判レンズ交換式レンジファインダーカメラ。小型軽量に加えレンズ沈胴式で6×6cm判の現代的カメラとしては携帯性がよい。電子制御式レンズシャッター（B、4秒〜1/500秒）でシャッター音は非常に小さい。ブライトフレームはレンズ交換により自動で切り替わり、パララックス自動補正。絞り優先AE機能を装備。レンズは31mm沈胴する。旧来のマミヤシックスとは6×6cm判であること、沈胴機構を取り入れているためボディ内部に遮光用のジャバラを採用していること以外ほとんど共通点を持たない。マミヤ7シリーズとはフード等一部を除いて互換性がない。

#### ニューマミヤ6シリーズボディー
- ニューマミヤ6（1989年発売）
- マミヤ6MF （1993年発売）- 6×4.5cm判マスクや、135フィルムにて24×56mm判のパノラマアダプターが使用できる。MFはマルチフォーマットの意。

#### ニューマミヤ6シリーズ用レンズ
以下の3本のみ。どのレンズも共通してコンパクトな高性能レンズである。開放ではクセのない自然な柔らかい描写をし、絞り込むにしたがって高コントラストの非常にシャープな映像となる。広角50mmと標準75mmは対称型の設計であるため歪曲収差が少ない。
- マミヤG50mmF4L - ビオゴン型5群8枚。画角75°。最短撮影距離1m。
- マミヤG75mmF3.5L - オルソメター型4群6枚。画角55°。最短撮影距離1m。
- マミヤG150mm F4.5L - 超低分散レンズを含む5群6枚。画角32°。最短撮影距離1.8m。

### マミヤ7シリーズ
6×7cm判レンズ交換型レンジファインダーカメラ。ニューマミヤ6シリーズとデザインが似ているがレンズは沈胴せずマウント互換性もない。

#### マミヤ7シリーズボディー
- マミヤ7（1995年6月発売） - 距離計連動しパララックス補正される。ファインダーのブライトフレームは65mm、80mm、150mm。レンズ交換はボディー底面のツマミを回すことで遮光マスクを閉じてから行い、この時シャッターはロックされている。中央重点測光だが、TTLではなくファインダー光学系を使って測光しているため、広角レンズではスポット測光に、望遠レンズでは平均測光に近い。電源は4LR44または4SR44電池を1個。「135パノラマアダプターキットAD701」を使用し135フィルムにて24×65mm判も可能。
- マミヤ7II（1999年1月発売） - 色ガラスを追加することによりブライトフレーム・二重像合致部が見やすくなった。多重露光追加・露出補正をワンタッチで操作できるよう改良。

#### マミヤ7シリーズ用レンズ
以下の6本のみ。
- マミヤN43mmF4.5L - 6群10枚。最短撮影距離1m。アタッチメントはφ67mmねじ込み。アルバダ式ブライトフレーム入りの外付けファインダーが付属する。対称構成となっており歪曲収差は-0.04％。画角92度。
- マミヤN50mmF4.5L - 6群10枚。最短撮影距離1m。アタッチメントはφ67mmねじ込み。アルバダ式ブライトフレーム入りの外付けファインダーが付属する。画角84度。
- マミヤN65mmF4L - 5群9枚。最短撮影距離1m。アタッチメントはφ58mmねじ込み。画角69度。
- マミヤN80mmF4L - 4群6枚。最短撮影距離1m。アタッチメントはφ58mmねじ込み。画角58度。
- マミヤN150mm F4.5L - 超低分散レンズを含む5群6枚。最短撮影距離1.8m。アタッチメントはφ67mmねじ込み。画角34度。
- マミヤN210mm F8L - 5群7枚。最短撮影距離7m。アタッチメントはφ58mmねじ込み。画角24度。

### プラウベルプロシフト
- プラウベル 69Wプロシフト（OEM供給） -

## 135フィルム使用カメラ

### マミヤピストル
- マミヤピストル（1954年製造） - 製造台数100台とも250台と言われている全てが警察に納入され、市販されなかった。そのほとんどが廃棄処分となっており稀少品。カメラ上面中央に警察のマークが入っていたが「廃棄扱い」にする際消されたものが多い。ファインダーはなく照準で画面中央を狙えるのみ。「撃鉄」が巻き上げレバー、セルフコッキング。24×18mm（ハーフ）判。レンズは3群3枚ピント固定。露出は1（F5.6 1/50秒）、2（F5.6、1/100秒）、3（F5.6、1/150秒）、4（F8 1/150秒）、5（F11 1/150秒）、6（F16 1/150秒）から選択[7]。

### コンパクトカメラ
- マミヤ35I（1949年1月発売） - マミヤ6のバックフォーカシングシステムをそのまま縮小して採用しているため少しボディーが分厚くなってしまっているが、このため自然に右の親指にピント合わせダイヤルが、人差し指にシャッターボタンが振れるようになっている。レンズはヘキサー50mmF3.5、シャッターはコパルでB、1-1-200秒だが、ズイコーとメリット、シムラーとスタミナの組み合わせもある[8]。
- マミヤ35II 3.5（1955年8月発売） - レンズはスーパーセコール4.5cmF3.5。シャッターはビハインド式でセイコーシャラピッド、B、1-1/500秒[8]。
- マミヤ35II 2.8（1956年8月発売） - マミヤ35II3.5のレンズをセコール5cmF2.8に変更したもの[8]。
- マミヤ35III 2.8（1957年7月発売） - レンズはセコール5cmF2.8。シャッターは通常のビトウィーン式でセイコーシャMXL、B、1-1/500秒。ファインダーがブライトフレームになった[8]。
- マミヤ35III 2（1957年9月発売） - マミヤ35III2.8のレンズをセコール4.8cmF2に変更したもの[8]。
- マミヤマガジン35 - フィルムバック交換により日中でも撮影途中のフィルムを交換できる。ボディとセットして売られたマガジンには "MAMIYA" 銘があるが、単体で販売されたフィルムバックには銘がないとの情報があるが、検索可能な本機画像の多くにMAMIYA銘はない。単体で別売されたマガジンよりもセット販売されたマガジンが少ないというのは現実的にあり得ない為、ただ単に生産時期やロットの違いによる有無だと断定できる。『クラシックカメラ専科　№３』の情報は誤り[8]。
- マミヤ35S - セコールF1.9とセコールF2.8モデルが存在する。
- マミヤ35S2 - セコール48mmF1.9とセコールF2.8モデルが存在する。
- マミヤ35クラウン
- マミヤエルカ - レンズは国内版がレンズはセコール5cmF2.8、海外版がセコール4.8cmF1.9。倍数系列のシャッターとセレン露出計が電気的に連動している最初のカメラ。ニックネームをつけた最初のカメラで、この後オリンパスエースやヤシカミニスターのように各社ニックネームをつけるようになった[8]。
- マミヤ35メトラ（1958年発売）
- マミヤ35メトラ2（1959年発売）
- マミヤ35オートメトラ（1959年発売） - レンズはセコールF.C4.8cmF1.9。
- マミヤ35オートデラックス（1960年発売） - レンズはセコールF.C48mmF1.7。
- マミヤ35オートデラックス2（1961年発売） - 輸出用はタワー20B。
- マミヤ35ルビー（1959年発売） - セコールT48mmF2.8。輸出用はTower10Aという呼称。
- マミヤ35ルビー1.9（1960年発売） - マミヤ35ルビーのレンズがセコールT48mmF1.9になったバージョン。輸出用はタワー18Aという呼称。
- マミヤ35ルビースタンダード（1961年発売） - 距離計連動式。セレン光電池による露出計。レンズはコミナー48mmF2。輸出用はタワー18Bという呼称。
- マミヤ35M3
- マミヤオートマチック35EE
- マミヤオートマチック35EEF（1961年発売） - AGバルブによる閃光ガン内蔵カメラ。3群3枚のコミナー45mmF3.8前玉回転、目測式、ゾーンフォーカス。輸出用はTower39。改良型はTower41。
- マミヤ35EEメリット（1962年発売） -
- マミヤ35EEスーパーメリット - 前玉回転距離計連動、35EEメリットにパララックス自動補正を装備。3群4枚のコミナー40mmF2.8。
- マミヤ4B
- マミヤ35スーパーデラックス - セコール48mmF1.7とセコール48mmF1.5モデルがある。
- マミヤ135EF（1979年発売） - ピッカリコニカに追随したフラッシュ内蔵カメラ。
- マミヤ135AF（1980年発売） - ジャスピンコニカに追随したマミヤ初のオートフォーカスカメラ。セコール38mmF2.8
- マミヤU（1981年発売） - 特徴的なカプセル状デザインのカメラ。黒と青がある。
- マミヤEF2（1982年発売） -
- マミヤM（1982年発売） - AE、オートフォーカス、自動巻上のフルオートカメラ。
- マミヤUオートフォーカス（1983年発売） - マミヤUにオートフォーカスを搭載。
- マミヤMタイムメモリー（1983年発売） - マミヤMにクォーツデート機能を搭載。

### マミヤワイドシリーズ
ライカ判ワイドレンズ固定式カメラ。
- マミヤワイド（1957年発売） - レンジファインダー式。セコール35mmF2.8。
- マミヤワイドE - レンジファインダーなし。

### レンズ固定式一眼レフカメラ
- マミヤファミリー（1962年発売） - ペンタプリズム前面にセレン光電池による露出計を装着している。クイックリターンミラー。自動絞り。
- マミヤオートラックス35（Mamiya Auto-lux35 、1964年発売） - セレン光電池により自動露出を行う。
- マミヤ528TL（1967年発売） - 3群3枚のセコール48mmF2.8。CdS式TTL中央重点露出計。オプションで広角と望遠のフロントコンバージョンレンズがあった。
- マミヤ528AL

### マミヤプリズマットシリーズ
24×36mm（ライカ）判一眼レフカメラ。度々レンズマウントを変更している。
- マミヤプリズムフレックス（1952年試作） - 1949年発売のコンタックスS型発売に触発され、開発された[9]。レンズマウントはバヨネット式ユニバーサルマウントであったエクサクタマウントを採用した。ペンタプリズム式一眼レフカメラとしてミランダより早い1952年頃より度々写真雑誌に掲載されたが試作に終わっている。レンズに関してはエクサクタマウントレンズの一覧#マミヤ参照。
- マミヤペンタフレックス（1955年試作） - クイックリターン、カウンター自動復元、レバー巻き上げ等を装備した。西武デパートにて行なわれた毎日デザイン展に出展され、業界に大きな衝撃を与えたが、中判カメラの製造に追われ、発売されなかった[9]。レンズに関してはエクサクタマウントレンズの一覧#マミヤ参照。
- マミヤプリズマットCLP（1960年1月発売） - 輸出専用機。画面サイズは24×36mm。直進ヘリコイド式ピント調節。レンズ交換可能な三本爪バヨネット式エクサクタマウントを採用した。標準レンズは4群6枚構成のマミヤ・セコール・FC 58mmF1.7。ミラーはクイックリターン方式。プリセット絞りは手動セット。シャッターレリーズと連動してボディ全面から突き出しているアームの先端の連動ボタンによって絞り込む方式。ファインダーは固定ペンタプリズム式。ピントガラスにコンデンサー・レンズとフレネル・レンズ使用。シャッターはマミヤ独自の一軸不回転ダイアル、単一操作式のフォーカルプレーンで、シャッター速度目盛りは不等間隔ながら倍数系列目盛りになっていて、B目盛りを境にして高速度と低速度の両群に分かれている。輸出専用機のため価格不明。本機よりクイックリターン機構を取り、若干デザインを変えて米国のシアーズ向けに「タワー37」の商品名でも発売していた。レンズに関してはエクサクタマウントレンズの一覧#マミヤ参照。
- マミヤプリズマットNP（1961年2月発売） - マミヤが国内で初めて発売した35mm一眼レフカメラ。マウント部を一体としてダイキャストで成形するボディーは堅牢で、アサヒカメラのニューフェース診断室でも高く評価された。ミラーはクイックリターン方式。セミ自動絞り。クリップオン式電気露出計連動。プリセット絞りは手動セット。シャッターレリーズと連動してボディ前面から突出するピンと鏡胴のアームの先端の連動ボタンによって絞り込む方式。発売当時の価格は37,000円（カメラ35,000円、ケース2,000円）。米国シアーズ向けに「TOWER 32A」、「TOWER 37A」（シャッター最高速1/500秒、セルフタイマーなし）、「TOWER/Sears 32B」（1/1000秒、CPと同じデザインの軍艦部に変更した後期型もある）、「TOWER 37B」（1/500秒、セルフタイマーなし）という商品名で発売。他に英国向けに「Reflexa」名のものもある。また、ニコンにOEM生産したニコレックスFのベース機になったとされるが、中身はおろかボディダイキャストのサイズもまるで異なる。レンズに関してはエクサクタマウントレンズの一覧#マミヤ参照。
- マミヤプリズマットPH （1961年7月発売） - マミヤ初のレンズシャッター式一眼レフカメラで、国産初のレンズ交換可能なレンズシャッター式一眼レフカメラとなった。発売当時の価格は37,000円（カメラ35,000円、ケース2,000円）。ミラーはクイックリターンでなく、フィルム巻き上げと同時に絞りが開放になりミラーが下がる。フィルム面の遮光はフォーカルプレーンシャッターのような横走り布幕が開閉する。露出計はカメラ正面にセレン受光部がありシャッター速度優先でファインダー視野内の指針と追針を合わせることにより絞りが適正露出に絞られる。絞り込みレバーなし。標準レンズは4群6枚構成のセコールFC48mmF1.9。交換レンズとして38mmF3.5（13,200円）、100mmF3.5（15,000円）が用意されていた。米国のPhotronic Corporation of America社向けに「PCA Prismat」と名を変えて販売された。
- マミヤプリズマットWP （1962年7月発売） - マミヤプリズマットNPの改良型。 手動で戻すセミ自動絞りから機械的な自動絞りになった。巻き上げレバーの操作角を減らして巻きやすくした。当時工業会傘下のメーカー間でマウント統一の動きがあって三本爪バヨネットマウントが提案され、この機種は従来のエクサクタマウントでなくそのマウントに変更したが、他社はペンタックススポットマチックの試作機を例外として採用を見送り、結果としてマミヤ独自のマウントとなってしまった。ミラーはマミヤ独自のクイックリターン方式。ファインダーの接眼部の周囲はアクセサリー取付けねじになっていて、ここにウエストレベル・アングルファインダーや視度調整レンズ、専用露出計などの付属品を取り付けられる。裏蓋蝶番開閉式。フィルム圧着板トンネル式。内面反射防止。標準レンズは4群6枚構成のセコール58mmF1.7。交換レンズとしてセコール35mmF2.8、セコール135mmF2.8が用意されていた。裏蓋の背面にフィルム感度（ASA10～800）とモノクロ、カラーの区別の装填枚数の表示板付。米国アーガス・マンスフィルド向けに「argus」のプレートを貼ったモデルを発売。
- マミヤプリズマットCPH（1963年発売） - マミヤプリズマットPH の改良モデル。カメラ正面にセレン受光部を銘板とし、ボディ前面左側に円形のCdS受光部を設置した。遮光の形式も他社の一般的なレンズシャッター機と同じく遮光板を使うものになり、PHとは機構面でも大幅に変更されていた。
- マミヤプリズマットCP[注 8]（1964年8月発売） - マミヤプリズマットNP/WPのボディを一新したモデル。ボディ前面右肩に長方形のCdS受光部を持つ露出計内蔵型でマウントをM42プラクチカマウントに変更。 ファインダーにマイクロプリズムを組み込み測距精度をあげた。ペンタプリズム上部に取外し可能なアクセサリーシュー設けた。マミヤ特許の完全自動絞り。 近代的感覚にマッチした直線的な重厚さをもつ優美なデザイン。発売当時の価格は43,800円（カメラ41,400円、ケース2,400円）。米シアーズ向けに「TOWER 37B」として供給された。レンズに関してはM42マウントレンズの一覧#マミヤ参照。
- マミヤセコールCWP（1964年8月発売） - マミヤプリズマットCP の米国専用モデル。レンズに関してはM42マウントレンズの一覧#マミヤ参照。

### マミヤセコールTL/SXシリーズ
マミヤプリズマットCPシリーズから引き続きM42国際規格スクリューマウントを採用した。24×36mm（ライカ）判TTL一眼レフカメラ。

#### TL/SXシリーズボディー
- マミヤセコール1000TL（mamiya/sekor1000TL 、1966年10月発売） - マミヤとしては初めてTTL露出計を採用した。シャッタースピード最高速1/1000秒[10]。
- マミヤセコール500TL（mamiya/sekor500TL 、1966年10月発売） - マミヤセコール1000TLをシャッタースピード最高速1/500秒、セルフタイマーなしとした。輸出専用[10]。
- マミヤセコール1000DTL（mamiya/sekor1000DTL 、1968年7月発売） - Dは測光方式がDualであるとの意でスポット測光・平均測光の切り換えが可能。シャッタースピード最高速1/1000秒[11][12]。
  - マミヤセコール1000DTLブラック - マミヤセコール1000DTLのブラックモデル。
- マミヤセコール500DTL（mamiya/sekor500DTL ） - 1000DTLのシャッタースピード最高速を1/500秒にした廉価版で、セルフタイマーなしのものと付いているタイプがある。[11][12]。
- マミヤセコール2000DTL（輸出専用[12]） - 1000DTLのシャッタースピード最高速を1/2000秒にアップしたモデル。ブラックボディのみ。[12]。
- マミヤMSX500（mamiya MSX500 、1974年発売） - レンズロック機構を備えた。シャッタースピード最高速1/500秒。CdSによるスポット測光。
- マミヤMSX1000（1975年3月発売、輸出専用） - セルフタイマーとホットシューを装備した。
- マミヤDSX500
- マミヤDSX1000（mamiya DSX1000 1974年5月発売） - MSXの測光形式をDTLのようにスポット・平均のデュアル測光にしたモデル。シャッタースピード最高速1/1000秒。76年にブラックボディがDXS1000Bとして発売された。

### マミヤXシリーズ
バヨネットESマウントによるレンズ交換式。24×36mm（ライカ）判。

#### Xシリーズボディー
- マミヤセコールオートXTL（mamiya/sekor autoXTL 、1972年12月発売） - スポット測光・平均測光の切り換えが可能。シャッター優先オート[12]。モータードライブが装着できるようになっていたが、モータードライブユニットの販売は見送られた。
- マミヤオートX-1000（1975年発売） - XTLの復刻版的なモデルで、海外でのみ販売された。

#### Xシリーズ用レンズ
マミヤESレンズシリーズが用意された。この他純正マウントアダプターにてM42マウントのレンズも絞り込み定点測光方式で使用できた。
- オートセコールES21mmF4
- オートセコールES28mmF2.8
- オートセコールES35mmF2.8
- オートセコールES55mmF1.4 - 5群7枚。
- オートセコールES55mmF1.8
- オートセコールESマクロ60mmF2.8
- オートセコールES105mmF2.8
- オートセコールES135mmF2.8
- オートセコールES200mmF3.5
- セコール400mmF6.3 - プリセット絞り
- セコール600mm - プリセット絞り
- セコール800mm - プリセット絞り

### マミヤセコールNCシリーズ
バヨネットCSマウントによるレンズ交換式。24×36mm（ライカ）判の小型軽量なTTL-AE一眼レフカメラ。

#### NCシリーズボディー
- マミヤNC1000 -（Mamiya NC1000S 、1978年発売、輸出専用） - マミヤ初の電子シャッターを組込んだシャッター優先式TTL-AE一眼レフカメラ
- マミヤNC1000S（Mamiya NC1000S 、1978年10月発売） - フォーカシングスクリーンを交換可能にしたモデル

#### NCシリーズ用レンズ
NC専用のバヨネットマウントを備えたマミヤCSレンズシリーズが用意された。この他純正マウントアダプターにてM42マウントのレンズも使用でき、この場合絞り込みレバーの操作により定点測光が可能となった。
- オートセコールCSフィッシュアイ14mmF3.5
- オートセコールCS21mmF2.8
- オートセコールCS28mmF2.8
- オートセコールCS35mmF2.8
- オートセコールCS50mmF1.4 - 6群7枚。[13]
- オートセコールCS50mmF1.7
- オートセコールCSマクロ50mmF3.5
- オートセコールCS135mmF2.8
- オートセコールCS200mmF3.5
- オートセコールCS300mmF4
- オートセコールCSズーム80-200mmF3.8

### マミヤセコールZシリーズ
24×36mm（ライカ）判のTTL一眼レフカメラ。電気接点を採用したレンズマウント「ミラクルマウント」によるレンズ交換式。装着レンズの焦点距離をボディーに伝え、他にも空き接点を多数用意していた。カタログでは「今後登場するであろう多様な撮影機能にも対応できる」ことを謳っていたが1984年の倒産を契機に製造が打ち切られ、ミラクルぶりを発揮することはなかった。

#### Zシリーズボディー
- マミヤZE2クォーツ（1980年発売） - 手ぶれ警告装備。中央重点測光。AEロック機構。マニュアル露出も可能だがマニュアル時は露出計が動作しない。クォーツ制御、シャッター速度1-1/1000秒だがファインダー内表示は1/30-1/1000秒、LT（ロングタイム）のみの表示。装着されたレンズの焦点距離によりAE時に使用する最低シャッター速度を自動的に選択する。電源はLR44電池またはSR44電池を4個。
- マミヤZEクォーツ（1980年発売） - マミヤZE2クォーツからマニュアル露出と電子音警告を省略したモデル。
- マミヤZE-X（1981年発売） - プログラムAE、シャッター優先AE、絞り優先AE、マニュアル露出のマルチモード。露出計の受光素子はGPD、電源はLR44電池またはSR44電池を2個。電池が消耗するとファインダー内LEDが速く点滅して警告する。手ぶれ防止のためのクロスオーバー機構を備える[注 9]が、絞り優先AEやシャッター優先AE時にはペンタプリズム部脇にあるクロスオーバースイッチで切ることができる[注 10]。絞り優先AE、シャッター優先AEでもクロスオーバーのスイッチが入っているとプログラムAE的に制御されることになる。この他最高シャッター速度1/1000秒を超えるような制御、レンズの開放F値より絞りを開く制御にクロスオーバーが働く。マニュアル時には電子シャッターだが露出計が作動しない。セコールEFレンズを併用時にはフラッシュマチックとなる。
- マミヤZMクォーツ（1982年発売） - 絞り優先AEとマニュアル露出可能。マニュアル露出時にも露出計が動作する。露出計受光素子はSPDに変更されている。
- マミヤZF - オートフォーカス機。試作に終わった。

#### Zシリーズ用レンズ
セコールEFは距離情報も伝えている。純正レンズの他T2マウントのレンズが使えるアダプターやM42マウントのレンズが使える「PマウントアダプターZE」、マミヤ645用のレンズが使える「M645レンズZE用アダプターリング」が用意されていた。
- セコールE28mmF2.8 - 7群8枚。最短撮影距離0.3m。アタッチメントはφ49mmねじ込み。
- セコールE28mmF3.5 - 5群8枚。最短撮影距離0.3m。アタッチメントはφ49mmねじ込み。
- セコールE35mmF2.8 - 6群8枚。最短撮影距離0.4m。アタッチメントはφ49mmねじ込み。
- セコールEF35mmF2.8 - 6群8枚。最短撮影距離0.4m。アタッチメントはφ49mmねじ込み。
- セコールEF50mmF1.4 - 6群8枚。最短撮影距離0.45m。アタッチメントはφ49mmねじ込み。
- セコールE50mmF1.7 - 5群8枚。最短撮影距離0.45m。アタッチメントはφ49mmねじ込み。
- セコールE50mmF1.7S
- セコールEF50mmF1.7 - 5群8枚。最短撮影距離0.45m。アタッチメントはφ49mmねじ込み。
- セコールE50mmF2 - 4群8枚。最短撮影距離0.45m。アタッチメントはφ49mmねじ込み。
- セコールE50mmF2S
- セコールEマクロ50mmF3.5 - 4群5枚。最短撮影距離0.22m。アタッチメントはφ49mmねじ込み。
- セコールEF135mmF2.8 - 4群5枚。最短撮影距離1.5m。アタッチメントはφ55mmねじ込み。
- セコールE135mmF2.8 - 4群5枚。最短撮影距離1.5m。アタッチメントはφ55mmねじ込み。
- セコールE135mmF3.5 - 4群4枚。最短撮影距離1.5m。アタッチメントはφ49mmねじ込み。
- セコールE200mmF4 - 5群5枚。最短撮影距離2m。アタッチメントはφ52mmねじ込み。
- セコールE300mmF4 - 4群5枚。最短撮影距離5m。アタッチメントはφ77mmねじ込み。
- セコールEズーム28-50mmF3.5-4.5 - 8群9枚。最短撮影距離0.6m。アタッチメントはφ55mmねじ込み。
- セコールEズーム35-70mmF3.5-4.5 - 6群7枚。最短撮影距離0.5m。アタッチメントはφ55mmねじ込み。
- セコールEズーム35-105mmF3.5-4.3 - 13群15枚。最短撮影距離1.6（0.27）m。アタッチメントはφ55mmねじ込み。
- セコールEズーム70-150mm F3.8 - 9群12枚。最短撮影距離1m。アタッチメントはφ52mmねじ込み。
- セコールEズーム80-200mmF3.8 - 10群14枚。最短撮影距離1.3m。アタッチメントはφ58mmねじ込み。

### ニコレックスF/シングレックス
- 日本光学工業ニコレックスF（1962年6月発売）/リコーシングレックス（OEM供給） - ニコンFマウントの一眼レフカメラ。日本光学工業ではニコンFに続く中級カメラの位置づけであり、リコーでは同社始まって以来初めての一眼レフカメラであった。マミヤブランドでは販売されなかった。シャッターはコパル、コニカ、マミヤの三社で共同開発し後に隠れたベストセラーかつロングセラーになるコパルクスエアであり、このシャッターが搭載された初めてのカメラである。露出計は内蔵しないがクリップオン式で外付け可能。ニコレックスFは1964年3月に販売を中止した。

## 16mmフィルム使用カメラ
専用マガジンを使用し10×14mm判。

### マミヤ16シリーズ
- マミヤ16（1949年12月発売） - 間宮精一が設計し、マミヤシックスとともに自信作と自負していた。レンズは3群3枚キュート25mmF3.5固定焦点。シャッタースピードはB、1/25秒-1/100秒。枠ファインダーを収納するとシャッターロックとレンズカバーが掛かる[7]。
- マミヤスーパー16（1951年1月発売） - ピント調整式となった。シャッターはシンクロ機能を備えB、1/2秒-1/200秒。
- マミヤスーパー16II（1957年9月発売） - フィルム送り識別装置、専用フラッシュガンシンクロ接点を装備した。
- マミヤスーパー16III（1958年3月発売） - シャッターはギロチン式でB、1/2-1/200秒。レンズは前玉回転式の3群3枚で、前期型がキュート25mmF3.5、後期型がセコール25mmF3.5、最短撮影距離0.3m[14]。
- マミヤ16オートマチック（1959年8月発売） - セレン光電池式露出計内蔵。追針式。「オートマット」と表記されることもある。ボディーは従来の構造に露出計部分が追加・拡張。レンズはセコール25mmF2.8。
- マミヤ16デラックス（1960年発売） - パララックス自動補正。レンズはセコール25mmF2.8。
- マミヤ16EEデラックス（1962年6月発売） - セレン光電池式露出計によるシャッタースピード優先EEに加えマニュアル露出可能。

## その他フィルムカメラ
- マミヤスケッチ（Sketch ） - ロボット判。マミヤでは「スケッチ判」と称していた。
- マミヤマイラピッド（My Rapid ） - ラピッドフィルムを使用する24×18mm判。距離計なし、ゾーンフォーカス。
- マミヤマミー - ボルタ判。

## デジタル一眼レフカメラ

### マミヤZD
- マミヤZD （2005年12月発売）- 総画素数2170万画素のダルサ製48mmｘ36mmCCDを搭載。パソコンへの接続は4ピンのIEEE 1394。1.8in液晶モニター搭載。SD/CFカードスロット搭載。RAW画像と9種類JPEG画像を撮影できる。連続撮影1.2コマ/秒、連続10コマ。A/D変換は14bit、記録は12bit。M645用レンズはフォーカスエイド。プロ向けのスタジオ・コマーシャル・風景作家向けのISO100での使用を基準に設計されている。モアレと偽色の除去用IRカットフィルターYC301型と一般用のIRカットフィルターを交換可。ファインダースクリーン交換可。マミヤZDにマミヤ645AFレンズを装着した場合、有効画角はレンズ焦点距離表記の1.16倍相当となる。

### マミヤMシリーズ
マミヤ645AFDIIIまたはマミヤ645DFに装着して使用するデジタルバック。アダプターHX701併用でRZプロIIDでも使用可能。フェーズワン製フレックスアダプター使用にてジナー、ホースマン、カンボ、トヨ、リンホフ、アルカスイスビューカメラに装着可能。
- M18 - 有効画素数1800万画素、CCDサイズ44.2mm×33.1mm。ピクセルサイズ9×9μ。
- M22 - 有効画素数2210万画素、CCDサイズ48.9mm×36.7mm。ピクセルサイズ9×9μ。
- M31 - 有効画素数3160万画素、CCDサイズ44.2mm×33.1mm。ピクセルサイズ6.8×6.8μ。

## レンズ
初期のマミヤはレンズを製造していなかったためマミヤシックスではオリンパスのズイコーや東京光学器械（現 トプコン）のシムラーなど他社レンズの供給を受け、またユーザーのレンズ持ち込みも受け付けていた。その後自社製造を始めセコール（Sekor ）というブランド名を冠したが、これはマミヤのレンズ工場であった世田谷光機株式会社の社名に由来している。このブランドも近年は使用されず、単に「マミヤレンズ」である。一時、普及版にコミナー（Kominar ）というブランドを使用したが、これは日東光学よりOEM供給を受けたものである。ただし、ズイコーやシムラーと異なり、レンズの製造会社を記載せず「MAMIYA-KOMINAR」と刻印している。他に、マミヤマイラピッドに搭載された富岡光学(現 京セラオプテック)製トミノン（Tominon ）も同様「MAMIYA-TOMINON」と刻印されていた。

## 三脚・一脚
カーボンゴルフシャフトの製造技術を応用し、カーボン製の三脚と一脚を製造していた（現在は販売終了）。

## ストロボ
ドイツ・メッツのプロ用ストロボを輸入・販売していた（現在メッツのストロボはケンコーが輸入・販売している）。

## 背景合成装置
- マミヤプロフロンター - レンズ前面に取り付け、別に撮影した背景と被写体を合成する装置。営業写真館におけるポートレート撮影などに活躍した。

## その他
マミヤ光機時代には眼底カメラ、マークリーダーなども生産していたが、倒産時に撤退した。